# The Virgin Queen
The Virgin Queen (bra: A Rainha Tirana) é um filme estadunidense de 1955, do gênero drama histórico-biográfico, dirigido por Henry Koster, e estrelado por Bette Davis, Richard Todd e Joan Collins. Filmado em CinemaScope, a produção retrata a relação de Elizabeth I da Inglaterra e Sir Walter Raleigh.
O filme marca a segunda vez que Davis interpretou a monarca inglesa; a primeira vez foi em "The Private Lives of Elizabeth and Essex" (1939). Foi também o primeiro filme de Hollywood do ator australiano Rod Taylor.
Mary Wills e Charles LeMaire foram indicados ao Oscar de melhor figurino colorido. LeMaire ganhou o prêmio por "Love Is a Many-Splendored Thing" (1955), outro filme no qual estava indicado.

## Sinopse
Sir Walter Raleigh (Richard Todd) consegue uma audiência com a Rainha Elizabeth I (Bette Davis) e logo a conquista com suas perspectivas. Ele pede por navios para navegar e fazer da Inglaterra uma nação maior. Uma jovem enfermeira da corte, Beth Throgmorton (Joan Collins), sente-se fortemente atraída por Raleigh, que retribui a atração. Tudo complica-se logo, quando a Rainha mostra seus desejos pelo homem, o que o faz se curvar às suas vontades para conseguir seu objetivo de sair mar adentro.

## Elenco
- Bette Davis como Rainha Elizabeth I da Inglaterra
- Richard Todd como Sir Walter Raleigh
- Joan Collins como Elizabeth Throgmorton
- Jay Robinson como Chadwick
- Herbert Marshall como Robert Dudley, Conde de Leicester
- Dan O'Herlihy como Lorde Derry
- Robert Douglas como Sir Christopher Hatton
- Romney Brent como Embaixador Francês
- Leslie Parrish como Anne
- Lisa Daniels como Mary
- Rod Taylor como Cpl. Gwilym (não-creditado)
- Nelson Leigh como Médico (não-creditado)

## Adaptação
- "Four Color #644", da Dell Comics (agosto de 1955)[8][9]

## Prêmios e indicações
| Ano  | Cerimônia | Categoria                | Indicado                     | Resultado |
| ---- | --------- | ------------------------ | ---------------------------- | --------- |
| 1956 | Oscar     | Melhor figurino colorido | Mary Wills & Charles LeMaire | Indicado  |